# Grolleau gris
Pour les articles homonymes, voir Grolleau (homonymie).
Le  grolleau gris est un cépage de France de raisins gris-rose.

## Origine et répartition géographique
Le grolleau gris est un cépage de vigne assez peu répandu en France. Il s'agit d'une variété du grolleau.
En France, sa culture est en légère progression : 806 hectares en 2004 contre 21 hectares en 1958. Elle est surtout concentrée dans la vallée de la Loire dans les départements Maine-et-Loire, Vendée et Loire-Atlantique.
Le grolleau blanc, quant à lui, a été signalé dans l'aire d'appellation des Coteaux-du-Layon.

## Caractères ampélographiques
- Extrémité du jeune rameau duveteux blanc à liseré carminé.
- Jeune feuilles aranéeuses, très bronzées
- Feuilles adultes, entière ou à 3 lobes (rarement à 5 lobes) avec un sinus pétiolaire en lyre étroite (parfois fermée), dents ogivales, moyennes, un limbe légèrement pubescent.

## Aptitudes culturales
La maturité est de deuxième époque: 20 jours après le chasselas.

## Potentiel technologique
Les grappes sont assez grosses et les baies sont de taille moyenne. La grappe est tronconique, ailée. Le cépage est vigoureux et il doit être taillé court. Il est sensible à l’excoriose, à la pourriture pédonculaire et le court-noué.
C'est un cépage productif (rendement compris entre 80 et 120 hectolitres à l'hectare). Ses vins sont légers et peu alcooliques. Souvent vinifié en vin effervescent, le grolleau gris a été classé recommandé dans la vallée de la Loire.

## Synonymes
pas connu